# بيغونيا فرنانديز
بيغونيا فرنانديز (بالإسبانية: Begoña Fernández) مواليد 22 مارس 1980 في فيغو، هي لاعبة كرة يد إسبانية. مثلت منتخب إسبانيا لكرة اليد للسيدات. شاركت في دورة الألعاب الأولمبية الصيفية سنة 2012. حققت المركز الثاني في بطولة أوروبا لكرة اليد للسيدات 2008.

## سجل المنافسة
شاركت في البطولات التالية:
- الألعاب الأولمبية الصيفية 2012
- بطولة العالم لكرة اليد للسيدات 2013
- بطولة أوروبا لكرة اليد للسيدات 2012

## الميداليات
| الميدالية | المسابقة                            |
| --------- | ----------------------------------- |
| برونزية   | الألعاب الأولمبية الصيفية 2012      |
| فضية      | بطولة أوروبا لكرة اليد للسيدات 2008 |

## روابط خارجية
- بيغونيا فرنانديز على موقع الاتحاد الأوروبي لكرة اليد (الإنجليزية)
- بيغونيا فرنانديز على موقع اللجنة الأولمبية الدولية (الإنجليزية)
- بيغونيا فرنانديز على موقع أوليمبيديا (الإنجليزية)
- بيغونيا فرنانديز على موقع اللجنة الأولمبية الإسبانية (الإسبانية)